# Huarui Furen
La « petite épouse Xú » (惠妃) (c. 940 - 976), plus connue sous son surnom de Huarui Furen, était une concubine de l’empereur du Shu postérieur, Meng Chang
, pendant la période des Cinq Dynasties et des Dix Royaumes de la Chine impériale. 
Son surnom de « Huarui Furen » (花蕊夫人, en pinyin huā ruǐ fū rén), c'est-à-dire « Dame pistil de fleur » (fréquemment transposé en anglais sous le terme, « Lady Huarui » ou « Madame Huarui ») était un hommage à sa beauté fragile ; Huarui Furen était d'autre part une poétesse remarquable. 

## Biographie
La biographie de Huarui Furen est mal connue, et fait l'objet de désaccords. Selon une théorie, son véritable nom aurait été Xu ; selon une autre, il serait Fei. On considère traditionnellement qu'elle était originaire de Guanxian, anciennement Qingcheng, dans le Sichuan. 
Lorsque l'empereur Taizu de Song  vanquit Meng Cheng, Huarui Furen fut capturée. L'empereur Taizu, qui avait entendu parler de sa célébrité en tant que poétesse, lui demanda de composer un poème pour lui. Madame Huarui chanta aussitôt (traduit par Anthony C. Yu), :     
君王城上竪降旗 : Le roi sur le rempart fait flotter le drapeau blanc
妾在深宮那得知 : Au plus profond du palais comment aurais je pu le savoir ?
十四萬人齊解甲 : 140 000 soldats tous désarmés
更無一箇是男兒 : Parmi tous ceux-là, n'y avait-il pas un seul homme ?
Après la mort de Meng Chang, Huarui Furen serait parvenue à capter les faveurs du premier empereur Song, l'empereur Taizu. Cette situation lui aurait valu l'inimitié de l'héritier présomptif du trône, le prince Jin, le futur empereur Taizong ; celui-ci aurait alors tué Huarui Furen d'une flèche, en prétendant qu'il s'agissait d'un accident de chasse.

### Sources
- (zh) Quan Tangshi (全唐詩),‎ 1705
- (en) Kang-i Sun Chang, Haun Saussy, Charles Yim-tze Kwong, Women Writers of Traditional China : An Anthology of Poetry and Criticism, Stanford University Press, 1999 (ISBN 0-8047-3231-0, lire en ligne), p. 84-85
- Kenneth Rexroth et Chung Ling, The Orchid Boat : Women Poets of China, New York, McGraw-Hill Book Company, 1972
- "Huarui Furen", Chansons de montagne, consulté pour la dernière fois le 8 juin 2007